# Бражник винний
Бражник винний (Deilephila elpenor) —  вид родини бражникових

## Опис
Тіло бражника, а також верхня поверхня передніх крил переважно цегляно-червоні. Розмах крил — приблизно 6 см. На передніх крилах по зовнішньому краю йде сірувато-рожева смуга, подібна смуга є ближче до основи крила. Задні крила рожево-червоні, мають велику чорну пляму поблизу основи.
Гусениця досягає 8 см у довжину. Тіло сірувато-коричневого забарвлення, наявні тонкі темні риски. У гусениці на 4-му та 5-му сегментах наявні характерні бурі вічка з білою облямівкою. Ріг на задньому кінці тіла товстий і короткий, темно-бурого забарвлення.
Лялечка жовтувато-бура.

## Спосіб життя
Імаго трапляється протягом літа. Серед харчових рослин гусениць — іван-чай, підмаренник, виноград. Гусениці восени заляльковуються в ґрунті.

## Галерея
|  |
|  |

|  |
|  |

|  |
|  |

|  |
|  |

|  |
|  |

|  |
|  |

|  |
|  |

|  |
|  |

|  |
|  |